# Takuya Marutani
Takuya Marutani (丸谷 拓也 Marutani Takuya?), född 30 maj 1989 i Tottori prefektur, är en japansk fotbollsspelare.
Marutani började sin karriär 2008 i Sanfrecce Hiroshima. 2012 blev han utlånad till Oita Trinita. Han gick tillbaka till Sanfrecce Hiroshima 2014. 2018 flyttade han till Oita Trinita. Med Sanfrecce Hiroshima vann han japanska ligan 2015.